# 鼈甲屋事件
鼈甲屋事件（べっこうやじけん）は、1922年（大正11年）4月14日夜に東京浅草の博徒であった鼈甲家一家・一見直吉親分が、大和民労会・河合徳三郎会長の命令を受けた中村直彦らに刺殺された事件。

## 事件の経緯
1922年頃、東京浅草で大和民労会の高橋組・高橋金次郎組長は、鼈甲家一家の一見直吉親分と縄張り争いをしていた。高橋には出羽屋の山本周三が応援していたが、ここに出羽屋の跡目問題が起こる。
大和民労会の河合徳三郎会長は、山本を跡目に推し他の親分からの了承を得、服役中だった一見直吉にも同様の提案をしたものの一見は、横浜の出身で浅草と何の繋がりもない山本を推す河合の提案に反対。一見が出所すると、河合は一見暗殺を計画し中村直彦を中心に30人の子分を集めた。30人の暗殺隊は、3人ずつ10組に分けられた。暗殺隊への参加者は連判状に署名したものの、中村だけは署名せず懲役を覚悟して妻を浅草の女郎屋「日野屋」に売った。河合は中村に「助けるなよ」とだけ言った。やくざの喧嘩でも滅多に殺しはしないが、これはロクにしろ（死体にしろ）、という意味だった。
4月14日夜、浅草の料亭を出た一見は、人力車に乗って自宅に向かった。その途中、中村らの一団に遭遇し車を停められたので降りようとしたところ、槍で腹部を刺された。更に中村らは、日本刀やドスなどで一見をメッタ斬りし、一見は腹から腸が飛び出すほどの重傷を負う。中村らが去った後に一見は大学病院に運ばれたものの、大学病院で死亡している。
中村は警察に逮捕され、殺人教唆をした人物についての追及を受けたものの、供述しなかった。中村は、懲役15年の判決を受けて、市ヶ谷刑務所に服役した。